# Eldorado
Pour les articles homonymes, voir Eldorado (homonymie).
 (juin 2017).
Si vous disposez d'ouvrages ou d'articles de référence ou si vous connaissez des sites web de qualité traitant du thème abordé ici, merci de compléter l'article en donnant les références utiles à sa vérifiabilité et en les liant à la section « Notes et références ».
L'Eldorado (de l'espagnol El Dorado : « le doré ») est une contrée mythique d'Amérique du Sud supposée regorger d'or.
Ce mythe est apparu dans la région de Bogota en 1536. Il a rapidement été relayé par les conquistadors espagnols qui y ont cru sur la base du récit du voyage de Francisco de Orellana par Gaspar de Carvajal, et dans le cadre du mythe plus ancien des cités d'or, qui était aussi largement diffusé à l'époque chez les conquistadors.
Le mirage d'une contrée fabuleusement riche en or a alimenté sur près de quatre siècles une sanglante course au trésor.
Les conquistadors n'ont pas trouvé l'Eldorado, mais ils ont arraché aux Incas et aux Chibchas des monceaux d'or.

## Légende

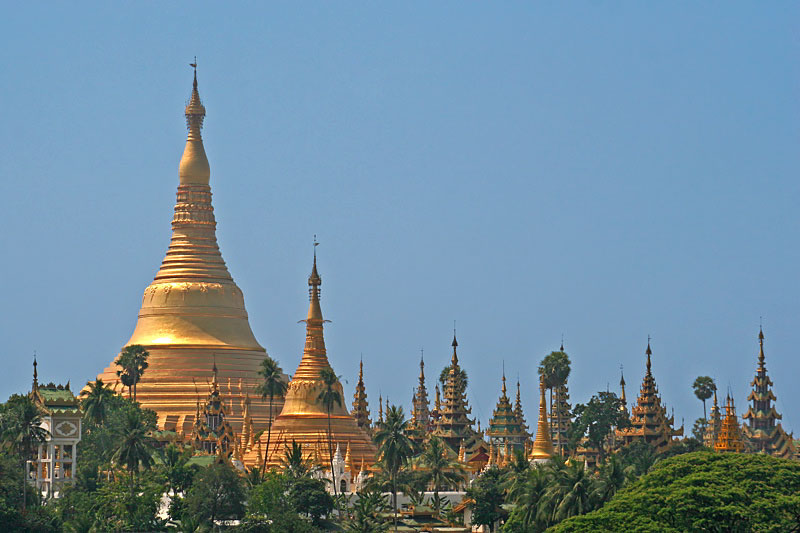
Les pagodes aux toits d'or birmanes, décrites par Marco Polo, sont probablement en partie à l'origine de cette légende.

Christophe Colomb croyait découvrir les « Indes » décrites par Marco Polo (c'est-à-dire en fait l'Asie du sud-est). Les conquistadors ont donc recherché les « cités d'or », décrites par Marco Polo, en Amérique, alors qu'il s'agissait en fait des célèbres pagodes aux toits d'or, situées en Birmanie.
Une coutume des Indiens Chibcha a également nourri ce mythe. Une fois par an, le seigneur (recouvert d'or en poudre) allait dans l'eau du lac de Guatavita (le lac existe toujours aujourd'hui en Colombie) pendant que les villageois lançaient des objets d'or, ainsi que d'autres objets précieux dans l'eau. Cette coutume a été transformée jusqu'à contribuer au mythe d'Eldorado.

## Expéditions

### Expéditions allemandes
Pendant la période Klein-Venedig au Venezuela (1528-1546), des agents de la famille bancaire allemande Welser (qui avait reçu une concession de Charles Ier d'Espagne) ont lancé des expéditions répétées à l'intérieur du pays à la recherche d'or, à commencer par la première expédition d'Ambrosius Ehinger en juillet 1529.

### Sebastián de Belalcázar
Sebastián de Belalcázar (ou Benalcázar), conquistador, se trouvait à Quito (Équateur) en 1534 quand il reçut de nouveaux rapports sur les mythes de l'Eldorado (un indigène qui se baignait dans un lac doré) et de La Canela (un territoire où la cannelle était cultivée) : il décida de les rechercher. Il envoya ses capitaines Pedro de Añasco et Juan de Ampudia (es) à l'avant-garde au nord. Lui se dirigea vers le sud pour trouver des hommes et du matériel nécessaire à l'expédition. En octobre, il se trouvait à San Miguel, d'où il demanda à son ami Gaspar de Espinosa (es) d'obtenir l'autorisation royale. Ce dernier écrivit à la reine le 6 novembre suivant depuis Panamá, détaillant les préparatifs pour aller « à la recherche de cette terre dorée et conquérir et découvrir autant qu'il pouvait dans cette partie ». La souveraine lui répondit positivement en lui témoignant de son soutien. Belalcázar écrivit aussi à Francisco Pizarro pour l'informer de son projet ; il obtint son approbation et fut nommé lieutenant-gouverneur. Vers le 2 ou le 5 janvier 1536, il part à la conquête du nord avec une grande armée : trois cents soldats et de nombreux transporteurs indigènes. Il a suivi les traces de ses capitaines, qui l'ont mal guidé : au Nœud de los Pastos (Colombie), où se rejoignent les trois branches de la cordillère andine, ils ont pris la mauvaise direction. Le conquistador cherchait l'Eldorado Chibcha, qui se trouvait sur le plateau oriental du río Magdalena, mais s'est retrouvé piégé dans la vallée du río Cauca. Añasco et Ampudia arrivèrent ainsi à Sibundoy et de là ils passèrent dans la vallée du Patía, entre les sierras occidentales et centrales, en arrivant dans la vallée du Cauca. Ensuite, Belalcázar ordonna d'explorer les deux rives du Cauca et ordonna la fondation de Santiago de Cali le 25 juillet 1536, puis de Popayán le 24 décembre.
Il décida alors de retourner à Quito pour chercher des renforts ; deux cents soldats et cinq mille autochtones, avec lesquels il revint vers le nord en février 1538. Il reprit l'itinéraire précédent, sans rectifier son erreur, et arriva à Popayán, où il calma les esprits troublés. Il voulut alors rectifier l'itinéraire et dut gravir les pentes de la chaîne centrale jusqu'à trouver un passage à travers les landes. Il s'est ainsi retrouvé dans le corridor intermontagnard entre les systèmes central et oriental. Il trouva la source du Magdalena et la suivit le long de sa rive gauche pendant environ 40 ou 80 lieues, où il décida de traverser à nouveau la rivière et d'envoyer ses capitaines fonder Timaná, le 18 décembre 1538. Finalement, il s'avança vers les plaines de Neiva, où il eut l'énorme déception de découvrir des pistes équestres. C'étaient ceux laissés par les soldats de l'armée de Gonzalo Jiménez de Quesada, venus eux aussi à la recherche du mythe de l'Eldorado vers les sources du Magdalena. Ayant entrepris la conquête du territoire de Chibcha, ils le baptisèrent Royaume de Nouvelle-Grenade. Peu de temps après, une autre armée espagnole arriva, commandée par Nikolaus Federmann, qui suivait le même objectif depuis les plaines vénézuéliennes.
Tous trois venaient de lieux très éloignés (Santa Marta, Quito et Coro) et furent impliqués dans une controverse sur leurs juridictions. Mais ils eurent la sagesse de résoudre leurs problèmes sans recourir aux armes. En réalité, les trois chefs avaient désobéi à leurs gouverneurs respectifs Pedro Fernandez de Lugo, Francisco Pizarro et Jorge de Spira. Ils acceptèrent de laisser là les soldats qui le souhaitaient et de se rendre dans la Péninsule pour revendiquer leurs droits. Le butin obtenu en conquérant les Chibchas a permis d’aplanir les aspérités : 15 000 à 20 000 pesos pour chacun des chefs vénézuéliens et de Quito, qui ont en outre obtenu de belles sommes en vendant leurs armes et leurs biens. Les trois conquistadors commencèrent leur voyage le long du Magdalena puis continuèrent de Carthagène des Indes jusqu'en Espagne, où ils obtinrent moins qu'ils ne le pensaient. De Quesada ne put obtenir que le titre de maréchal, puisque le poste de gouverneur du Nouvel Empire de Grenade fut confié à Luis Alonso de Lugo. Federmann n’a même pas obtenu cela, puisque le gouvernement du Venezuela est resté entre les mains de Spira. Il a lancé une série de poursuites contre les Welzer, qui l'ont finalement conduit en prison. En revanche, Belalcázar se taille la part du lion : le 10 mars 1540 il est nommé maréchal, capitaine général et gouverneur de Popayán, province coincée entre celle du Río San Juan (au nord-ouest, sur la côte pacifique colombienne), celle de Carthagène (au nord) et Quito (au sud). Il demanda plus tard un port pour son poste de gouverneur, puisque toute la côte était occupée par d'autres ; cela lui fut accordé, mais sans préciser l'emplacement.
Il partit de Sanlúcar de Barrameda pour son gouvernorat le 26 juillet 1540 avec sept navires et une grande armée. Il renforça ses troupes à Saint-Domingue et arrive à Nombre de Dios (Panama) à la fin l'année. Il y apprend que Pascual de Andagoya a été nommé gouverneur de la province du Río San Juan, pour laquelle il est parti. Il a déposé une plainte devant le tribunal de Panama, mais celle-ci a été ignorée. Il a donc continué son voyage à Buenaventura (Colombie). Là, il a appris qu'Andagoya était à Cali, où il est allé lui parler. L'entretien lui a été favorable, la mairie de Cali ayant pris son parti. Il fut reconnu comme gouverneur de Popayán (1541), où Andagoya fut envoyé prisonnier.
Arriva alors Cristóbal Vaca de Castro, qui demanda à Belalcázar de l'aider à se rendre au Pérou, où Francisco Pizarro a été assassiné et où Diego de Almagro el Mozo s'est rebellé. Belalcázar n'a pas tardé à dire à Vaca qu'il était du côté du roi, mais il a demandé la permission de rencontrer le rebelle, puisqu'il était son filleul. Cela ne lui a pas été accordé et il a dû accompagner le visiteur de Popayán à Quito, soupçonné d'être un autre rebelle secret. Il réussit finalement à être exempté de l'obligation en raison de son âge (il n'avait que cinquante et un ans) et retourna à Popayán. Le 20 septembre 1542, il écrivit au roi pour lui manifester son désir d'entreprendre le voyage vers La Canela et Eldorado. Toutefois, il renonça : au moment où il était sur le point de conclure ladite lettre, arriva un messager de Gonzalo Pizarro qui l'informa du désastre de son expédition à La Canela. Désillusionné, il décide de s'occuper de son gouvernement, où les problèmes surgissent partout. Son subordonné Jorge Robledo avait fui en Espagne après avoir conquis Antioquia par lui-même. Quant au gouverneur Pedro de Heredia de Carthagène, il attaquait son territoire à la recherche d'or. Belalcázar fonda la ville d'Arma, fit campagne contre les Paeces (1542) et revint à Cali le 15 juillet 1543.

### Walter Raleigh
Sir Walter Raleigh, explorateur anglais, se lança à deux reprises à la recherche de l'Eldorado qu'il pense être Guyane. Son second périple a lieu en 1617. À cette occasion, il décida d'envoyer son fils, Watt Raleigh, en Colombie, sur le fleuve de l'Orénoque. Durant cette expédition, ce dernier fut tué lors d'un conflit avec les Espagnols.
À son retour, Walter Raleigh, alors qu'il avait reçu pour ordre de ne pas créer de conflit avec les Espagnols, se trouve accusé, entre autres, de trahison envers l'Angleterre. L'année suivante, en 1618, le roi James ordonne sa décapitation.

### Après le XVIIesiècle
Le mythe a perduré jusqu'au XVIIIe siècle chez les conquistadors et les Indiens, qui situaient plus précisément cette contrée entre le fleuve Orénoque et le fleuve Amazone, sur le territoire actuel du Brésil, de la Guyane, du Venezuela, du Suriname et du Guyana.
Charles Marie de La Condamine, après son voyage de 1743-1744 au cours duquel il descend l'Amazone, fait justice de cette légende : il n'y a pas de lac Parimé (le lac immense décrit par Carvajal), ni de ville fantastique de Manoa.
Le mythe ne s'est vraiment éteint qu'au XIXe siècle avec les expéditions scientifiques du baron allemand Alexander von Humboldt.

## Critiques
Les adversaires de la véracité du récit d'Orellana se fondent en particulier sur l'impossibilité supposée d'établir une agriculture performante et installée durablement sur un terroir en Amazonie :
- à cause des climats tropicaux et équatoriaux ;
- à cause de la terre jaune qui devient stérile en quelques années.

Ils en donnent pour preuve l'échec de la culture sur brûlis.

## Découvertes depuis 1993

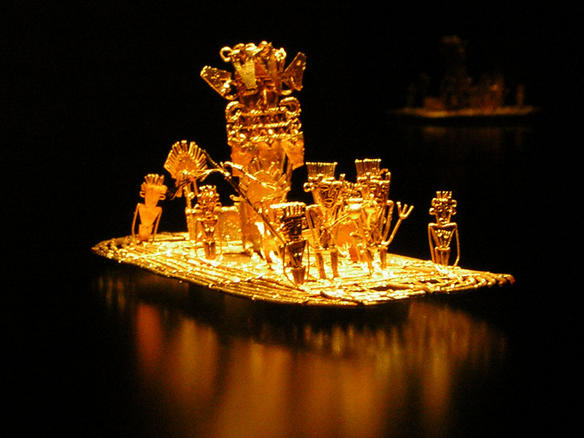
Le Radeau d'or, bijou et offrande muisca.

Plusieurs découvertes de chercheurs opérant dans différentes disciplines depuis 1993 ont poussé à une relecture du récit du voyage d'Orellana. Il n'y aurait pas eu de pays où l'or coulait à flots, mais bien une civilisation agricole prospère, décimée par les maladies apportées par les Européens.
L'anthropologue américain Michael Heckenberger, de l'université de Floride, a relevé par photographie aérienne, dans la région du cours supérieur du Rio Xingu dans l'État du Mato Grosso, plusieurs traces d'une occupation humaine relativement dense. Dix-neuf monticules forestiers, nommés islas, se distinguant dans la plaine nue, distants en moyenne de 3 km, seraient d'anciens villages. Une céramique abondante y subsiste, à fleur de terre. Ces monticules sont reliés par des structures surélevées (routes sur digues, la région étant inondée sous un à deux mètres d'eau à la saison des pluies), et canaux rectilignes. Heckenberger nomme ce peuple Xinguano. Leurs hypothétiques descendants seraient les Kouikourous.
Ailleurs, au cœur de l'Amazonie, l'existence de la terra preta, ce sol fertile qui n'a pu se constituer que par l'intervention de l'homme, ajoute à la crédibilité de ces théories.
On relève également, dans la tribu de chasseurs-cueilleurs des Sironos, des mots pour désigner des plantes dont ils ne font aucun usage : le coton, le maïs, des plantes tinctoriales, qui leur auraient été légués par leurs ancêtres agriculteurs.
La cérémonie coutumière des indiens Chibchas (cf. supra) donne une certaine crédibilité au mythe ; de nombreux objets présentés au Musée de l'or de Bogota en témoignent, notamment la balsa de oro (radeau d'or).

## La cité d'Eldorado dans la culture
Voir la page : Catégorie:Eldorado dans l'art et la culture
Dans son conte philosophique Candide (1759), Voltaire utilise cette contrée comme décor aux chapitres XVII et XVIII. Ce passage, à travers cet univers utopique, lui permet d'exposer les idéaux des philosophes des Lumières. Le philosophe avait déjà parlé de l'Eldorado dans son Essai sur les mœurs (1756), qu'il décrivit comme un refuge des Incas fuyant l'avarice et la cruauté des Européens.
Les références à la cité mythique dans les œuvres de l'esprit (roman, poésie, bande dessinée, peinture, musique, théâtre…) sont extrêmement nombreuses. Par exemple, dans la bande dessinée Un dernier seigneur pour Eldorado (1998) dessinée par Don Rosa, Picsou part à la recherche du trésor de l'Eldorado. Comme dans toutes les histoires du dessinateur, la légende originale est traitée de manière assez documentée, puisque citant les indiens Chibcha et leur coutume comme étant à la source du fabuleux trésor.
Edgar Allan Poe a écrit un poème intitulé Eldorado, publié en 1849. Celui-ci raconte l'histoire d'un chevalier à la recherche de l'Eldorado qui rencontre une ombre. Cette dernière lui dit : « Chevauche hardiment, répondit l'ombre, - si tu cherches l'Eldorado ».
Un long métrage d'animation américain, La Route d'Eldorado, centre aussi son intrigue sur cette contrée mythique. Il met en scène deux protagonistes qui, à l'aide d'une carte gagnée malhonnêtement, partent à la recherche de la cité dorée.
Le jeu vidéo Uncharted: Drake's Fortune tourne autour du mythe d'Eldorado. Toutefois, dans le jeu, la légende ne représente pas une cité mais une idole massive, un sarcophage en or appelé El Dorado, « Le doré ».
En 2023, la saison 3 de la série Outer Banks centre son intrigue sur la recherche du trésor de l’Eldorado par un groupe d’adolescents et d’explorateurs.